# الوردة الباهتة (طابع)
طابع الوردة الباهتة هو طابع بريد سيلاني (سريلانكا الحديثة) يُعتبر أندر وأثمن طابع بريد صادر في البلاد. صدر منهُ 7000 طابع في 23 أبريل 1859، بقيمة اسمية أربعة بنسات. صدرت ثلاثة طبعات أخرى، وهي بالفئات 8 بنسات (بني شوكولاتة)، و1 شلن و9 بنسات (أخضر)، و2 شلن و9 بنسات في نفس التاريخ كجزء من سلسلة. تميزت هذهِ الطوابع بصورة للملكة فيكتوريا الشابة متجهة برأسها إلى اليسار في إطار مثمن.
بيعت نسخة أصلية من طابع الوردة الباهتة بحالة ممتازة مقابل 71,875 دولارًا أمريكيًا في مزاد شيريستون للطوابع في يناير 2008. من المعروف أن هناك عددًا قليلًا جدًا من الطوابع بحالة جيدة (حوالي 10 فقط) موجودة حالياً، وتقدر قيمتها بما يتراوح بين 70,000 و100,000 جنيه إسترليني، بينما تقدر قيمة الطوابع المستعملة بحوالي 4,500 جنيه إسترليني.

## معرض صور

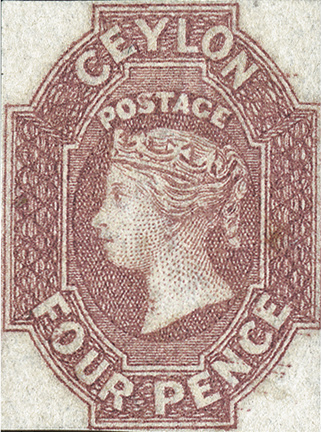
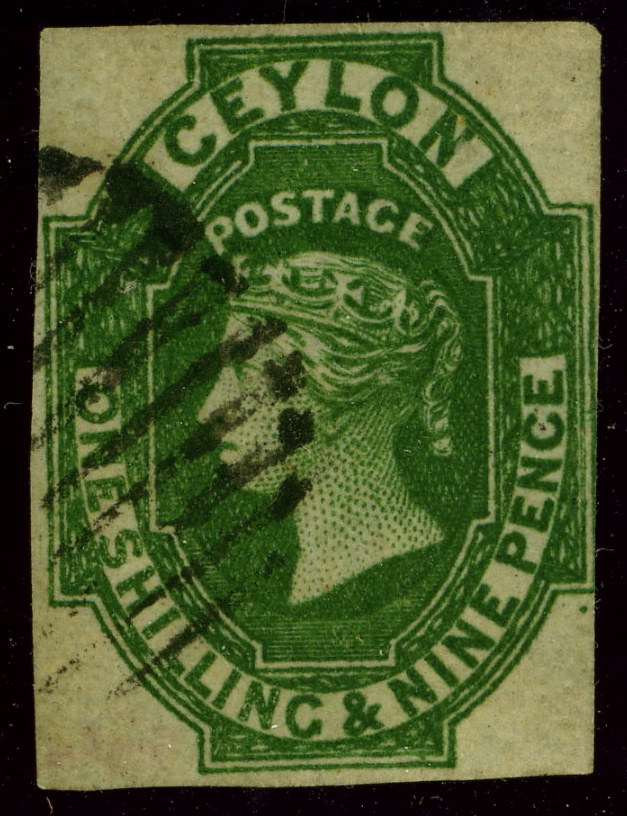